# ESPN Extreme Games
ESPN Extreme Games est un jeu vidéo de sport de glisse sorti en 1995 sur PlayStation et PC. Le jeu a été développé par 989 Studios et édité par SCEA. Il est basé sur l'évènement sportif X Games. Il a connu deux suites : 2Xtreme et 3Xtreme. ESPN Extreme Games a été réédité sous le titre 1Xtreme en 1998.

## Accueil
- PC Team : 81 %[1]